# Enzweihingen

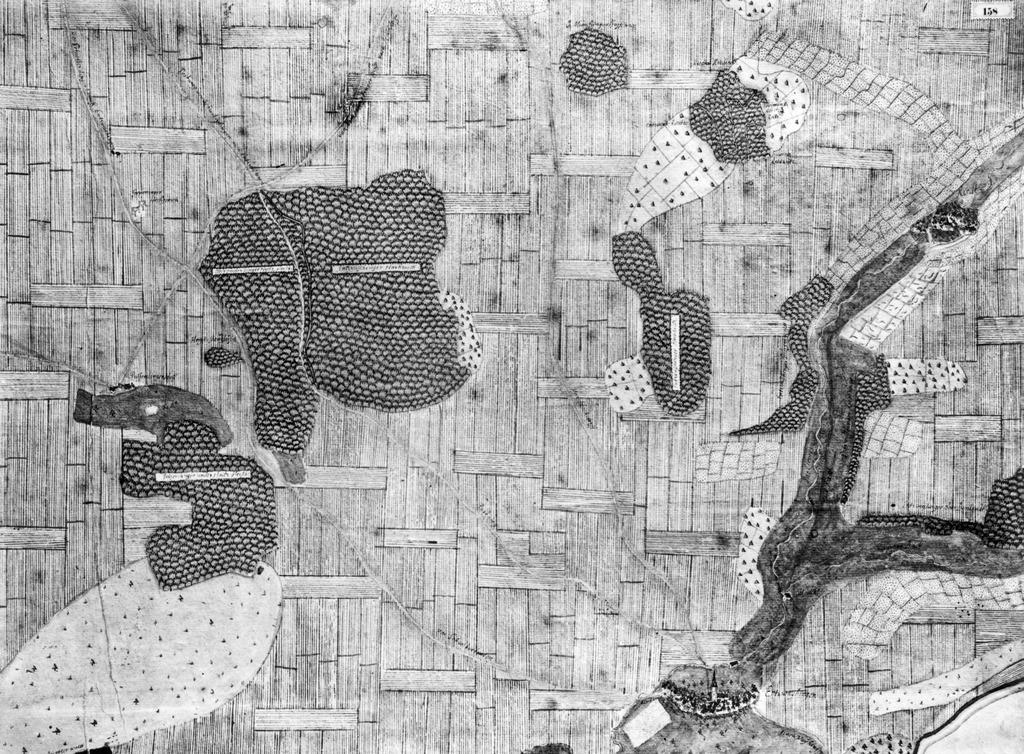
Enzweihingen auf Karte von 1682

Enzweihingen, im Mittelalter Wihingen genannt, ist seit 1971 ein Teilort der Großen Kreisstadt Vaihingen an der Enz im baden-württembergischen Landkreis Ludwigsburg.

## Geographie

### Lage

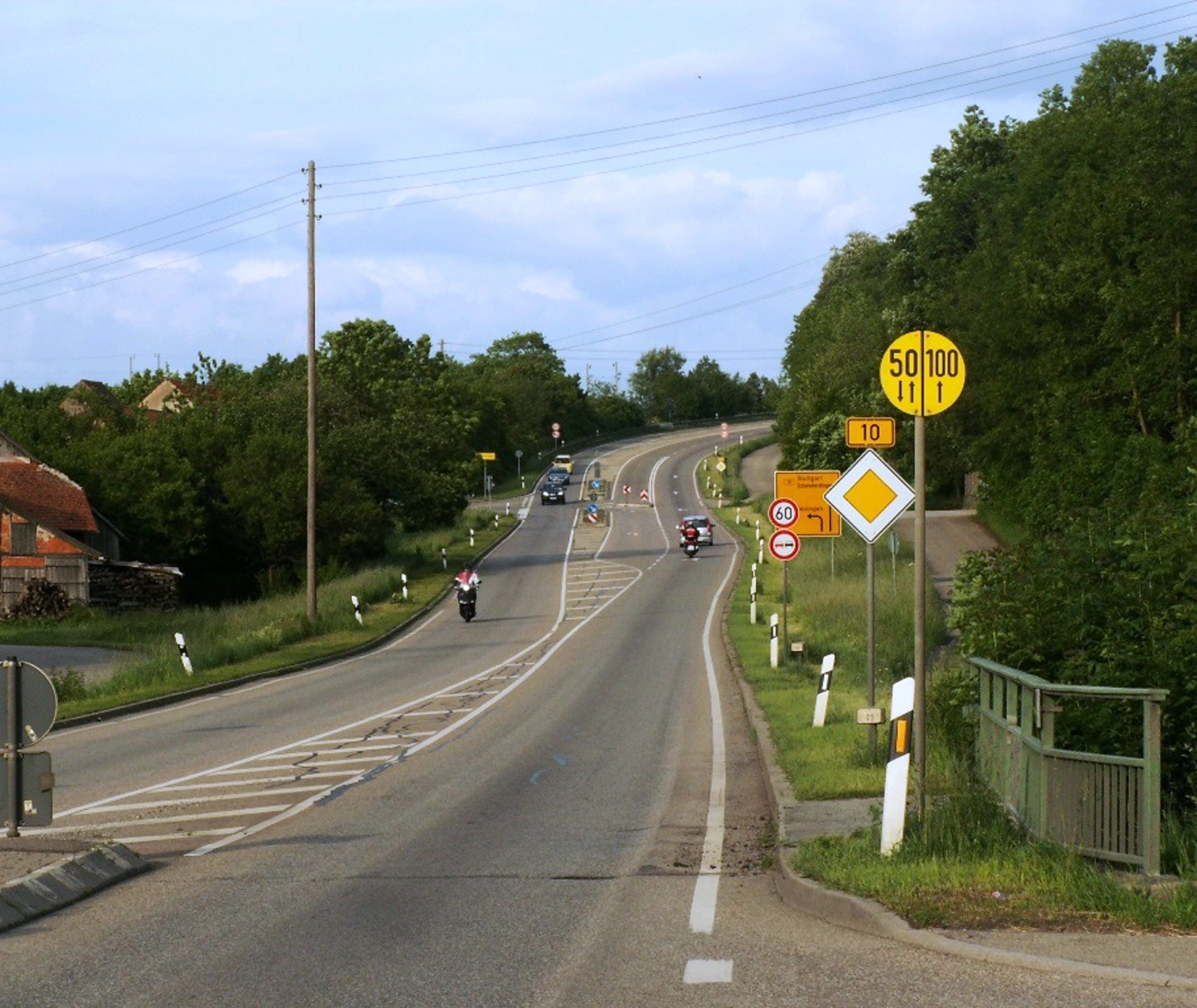
Enzweihinger Steige

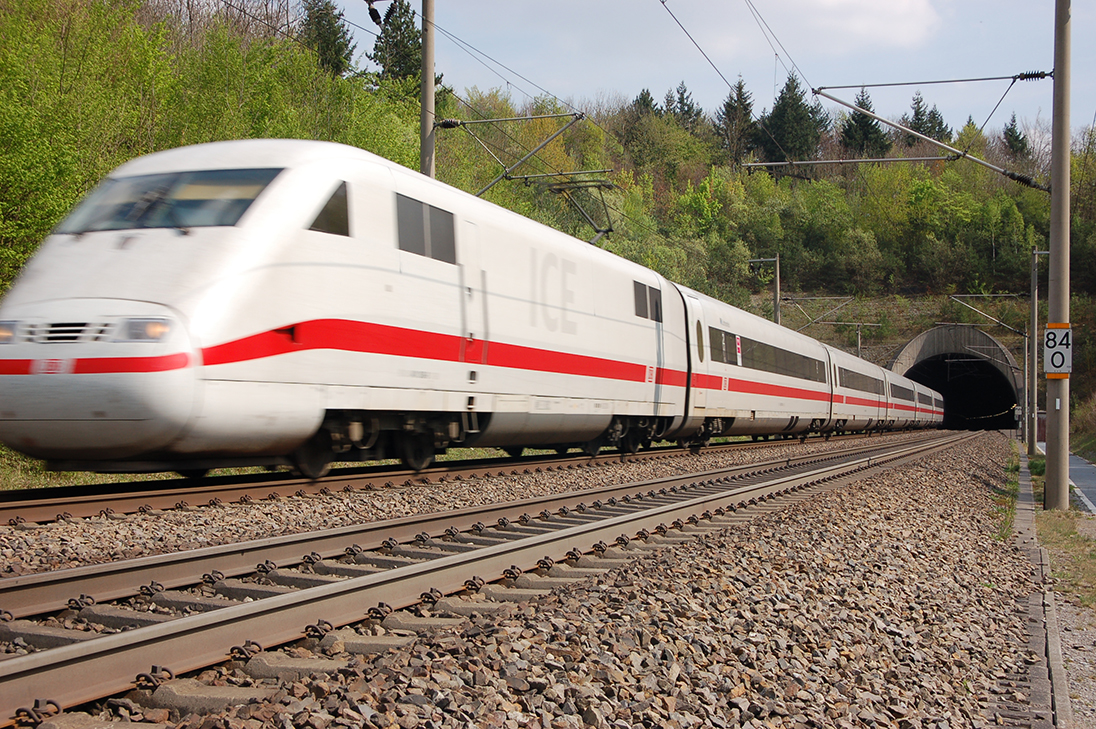
Pulverdinger Tunnel beim Burgstall Dauseck

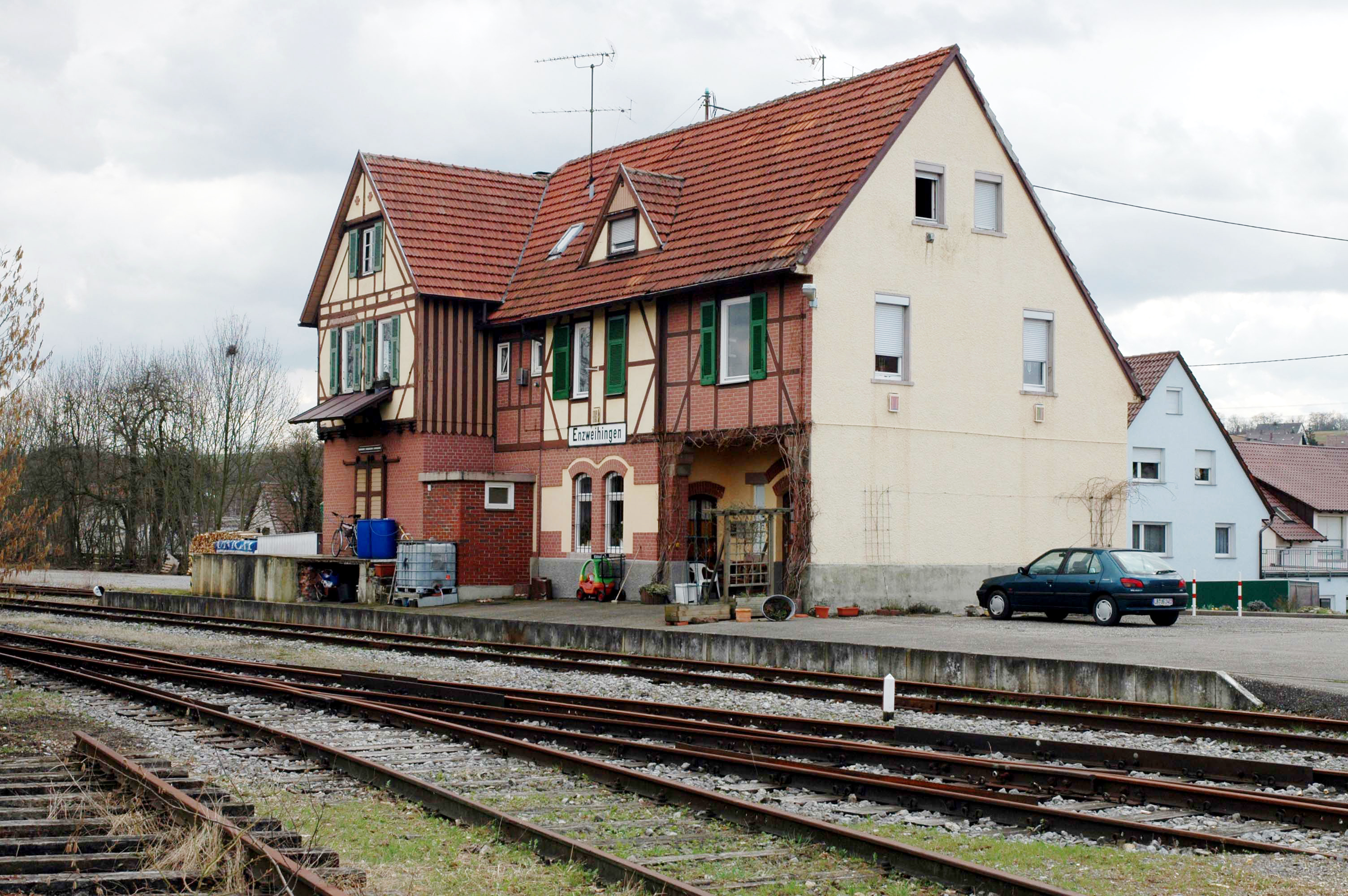
2002 stillgelegter Bahnhof

Enzweihingen liegt rund drei Kilometer östlich der Kernstadt von Vaihingen zwischen Strohgäu und Heckengäu, am Zusammenfluss von Kreuzbach, Strudelbach und Enz auf 200 bis 300 m Höhe. Zum Dorf gehören die Weiler Leinfelder Hof und Pulverdingen. Die benachbarten Siedlungen sind (von Nordosten im Uhrzeigersinn) Leinfelder Hof, Oberriexingen, Unterriexingen, Pulverdingen, Schönbühlhof (Markgröningen), Hochdorf, Riet, Aurich und Vaihingen an der Enz.

### Verkehr und Infrastruktur
Die stark befahrene Bundesstraße 10 Stuttgart–Pforzheim durchschneidet Enzweihingen. Im Osten quert die aus dem Vaihinger Marksteintunnel kommende Schnellfahrstrecke Mannheim–Stuttgart die Enz auf der 1044 m langen Enztalbrücke und verschwindet bei der ehemaligen Burg Dauseck wieder im Pulverdinger Tunnel.

#### Bahnanschluss gekappt
Die Württembergische Eisenbahn-Gesellschaft (WEG) hat den Personenzugverkehr auf der 1904 eröffneten Vaihinger Stadtbahn von Kleinglattbach über den Vaihinger Stadtbahnhof bis Enzweihingen 1991 eingestellt. Seit 2004 fahren auch keine Güterzüge mehr.

#### Durchgangsverkehr
Die Trassenführung der B 10 durch den Ort sorgt für eine hohe Belastung der Anwohner. Seit den 1970er Jahren werden Alternativen projektiert und geplant. Derzeit thematisiert wird eine von Bund, Land und Stadt bevorzugte Tunnellösung unter dem jetzigen Verlauf der B 10, sowie zwei von einer Bürgerinitiative favorisierte Varianten einer Umfahrung durch das am nördlichen Ortsrand gelegene Industriegebiet. Da davon aber auch Teile der Enzauen betroffen wären, bestehen naturschutzbedingte Hürden.

#### Bildung
Enzweihingen hat eine Grundschule.

## Geschichte

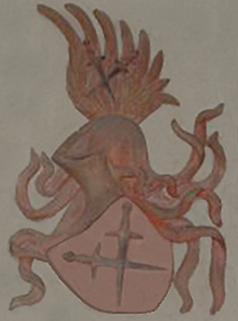
Wappen der Ortsherren „von Wihingen“ in Horrheim

### Ortsadel
Im Mittelalter unterstand Enzweihingen dem Ministerialengeschlecht „von Wihingen“. Dieser von 1152 bis 1524 bezeugte Ortsadel stand im Dienst der Grafen von Vaihingen, die zur Begleichung von Schulden 1339 große Teile ihrer Grafschaft inklusive Vaihingen und Enzweihingen an die Grafen von Württemberg veräußern mussten. Seither zählte das verkehrsgünstig gelegene Dorf zum württembergischen Amt Vaihingen. Ein Grabmal eines nach 1420 verstorbenen Georg von Wihingen in der Horrheimer Clemenskirche legt nahe, dass die Familie von Wihingen nach diesem Verkauf Enzweihingen verließ, um sich – wie ihr Vaihinger Lehnsherr auf der Eselsburg – auf verbliebenem Vaihinger Territorium am Rand des Strombergs niederzulassen.

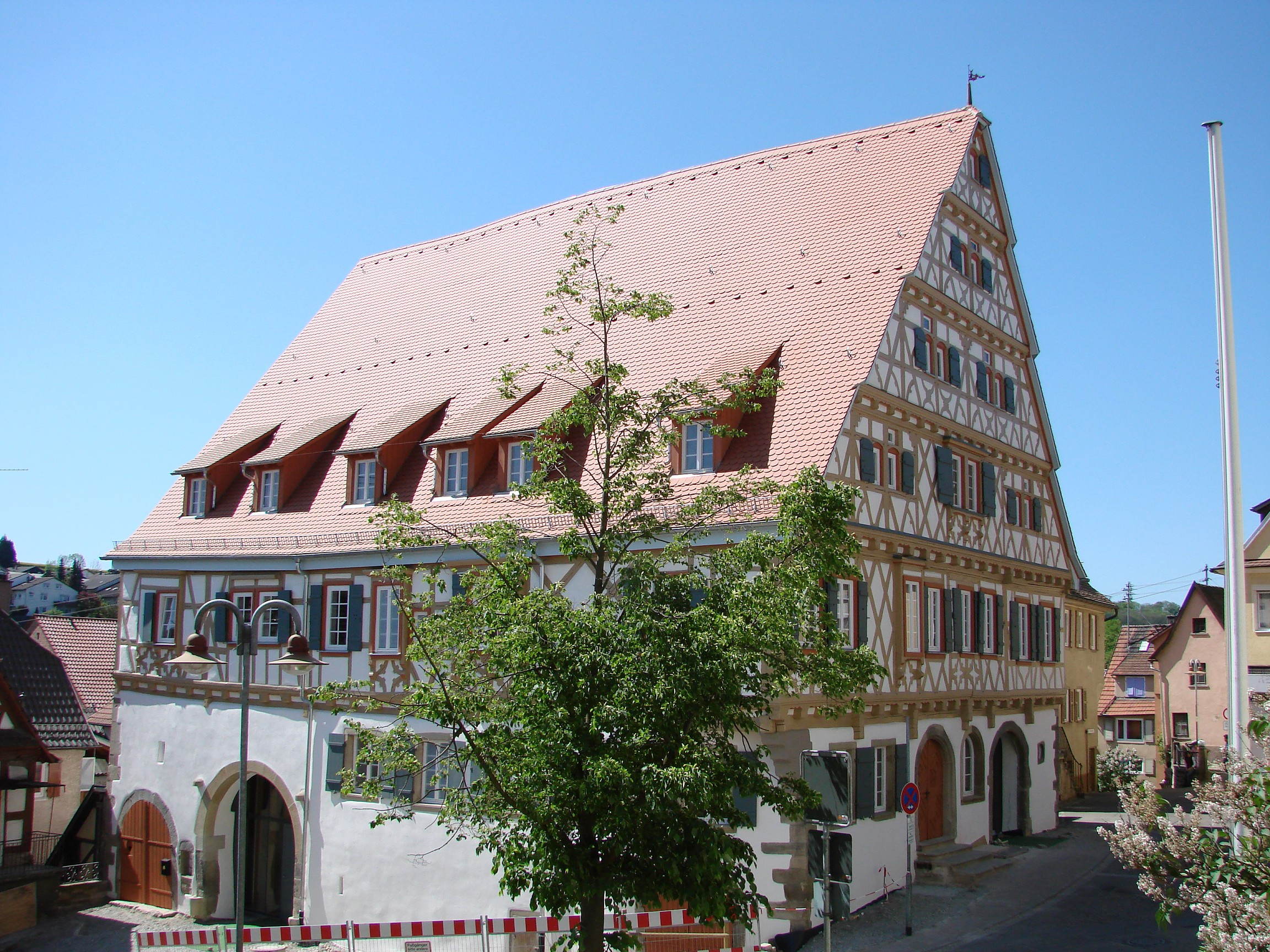
Das Große Haus zeugt von Wohlstand

### Wohlstand und Elend durch die Fernstraße
Durch seine Lage am Enzübergang der seit der Römerzeit bedeutenden Fernstraße Ulm–Cannstatt–Speyer kam das Dorf zu Wohlstand. In Kriegszeiten geriet diese Standortgunst jedoch zum Nachteil, weil auf der Straße häufig durchziehende Heerscharen ins Dorf kamen und „fouragierten“, das heißt Versorgung erzwangen, oder plünderten: Der Dreißigjährige Krieg und mit ihm Pest und Hunger löschten die Gemeinde fast aus. Die um 1690 folgenden „Franzoseneinfälle“ im Zuge des Pfälzischen und des Spanischen Erbfolgekrieges sorgten erneut für verheerende Rückschläge. 1693 brannten französische Truppen 60 Gebäude nieder.

### Poststation und Postwege
Enzweihingen hatte bereits 1513 eine Poststation an der von den Taxis (später Thurn und Taxis) betriebenen reitenden Post auf dem Niederländischen Postkurs. Dieser führte von Brüssel, an Worms und Speyer (Rheinhausen) vorbei, über Ulm, Augsburg, Innsbruck und Trient nach Italien. Als erster örtlicher Posthalter ist um 1520 Hieronymus (Jeremias) von Taxis, ein Bruder des späteren Augsburger Postmeisters Seraphin I. von Taxis belegt.
Die Kiesersche Forstkarte von 1682 zeigt einen parallel zur Enzweihinger Steige verlaufenden Postweg Richtung Südosten durchs Pulverdinger Holz (siehe Abb.). In westlicher Richtung zweigte in Enzweihingen eine Postroute über Pforzheim nach Straßburg ab.
Seit 1805 verlief die Strecke Stuttgart–Pforzheim–Karlsruhe der Württembergischen Post über Enzweihingen. 

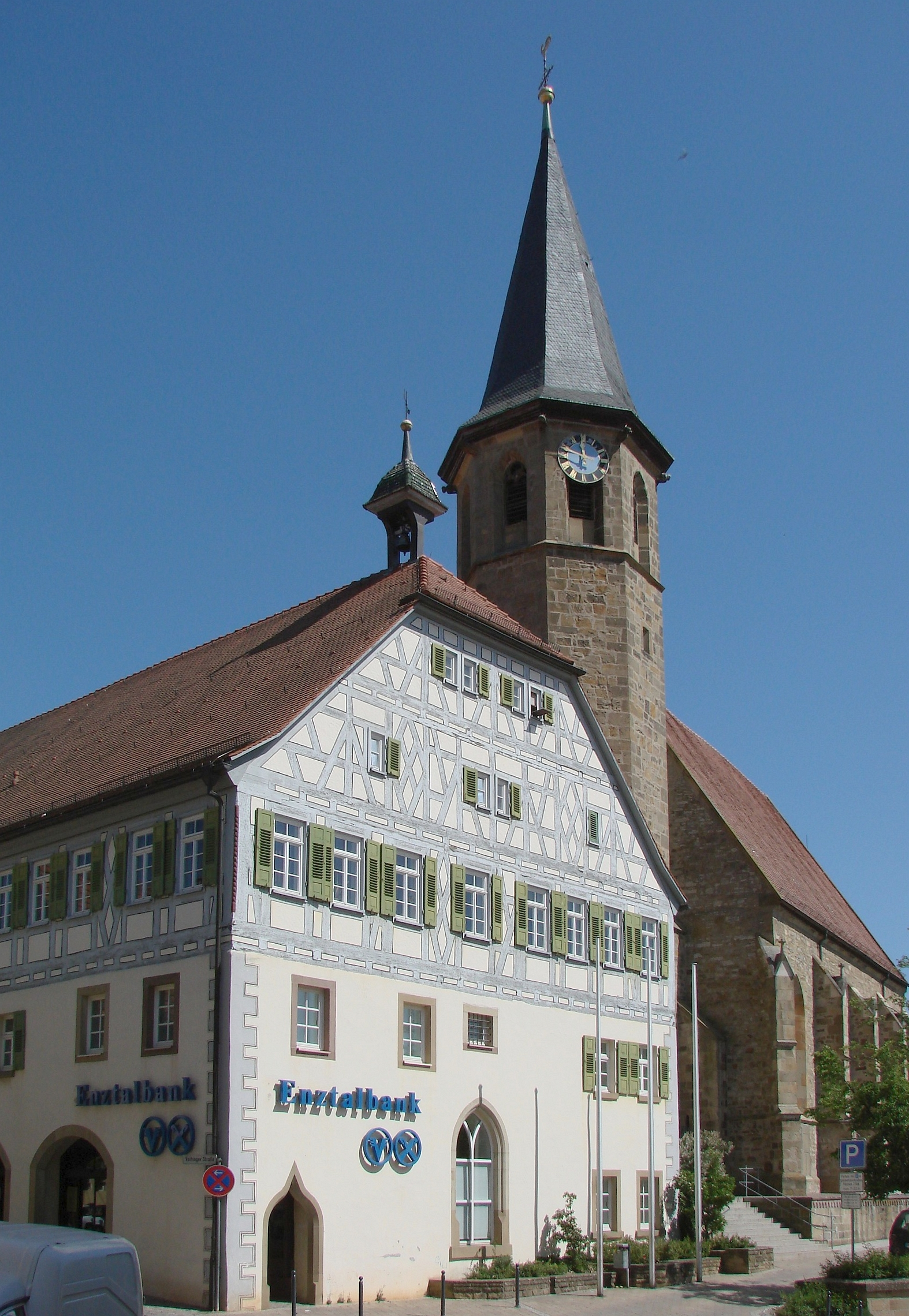
Rathaus und Martinskirche

### Kirche und Konfessionen
Bis zur Reformation gehörte Enzweihingen zum Landkapitel Vaihingen im Archidiakonat Trinitatis der Diözese Speyer. Die Grafen von Vaihingen verkauften 1348 das ihnen zustehende Patronatsrecht an der Martinskirche, eine spätgotische Westturmanlage mit einem netzgewölbten Chor, dem Deutschen Orden. Nach der gewonnenen Schlacht bei Lauffen im Jahr 1534 kam Herzog Ulrich von Württemberg wieder an die Regierung und setzte sich zum Ziel, die evangelische Konfession gegen kaiserlichen Widerstand landesweit durchzusetzen. Endgültig gelang dies jedoch erst seinem Sohn Christoph, der dem Deutschorden 1553 das Patronat über die Martinskirche abkaufte.
Das Religionsedikt von 1806 änderte wenig am konfessionellen Monopol. Erst durch den Zuzug von Heimatvertriebenen ab 1945 etablierte sich wieder eine katholische Gemeinde am Ort. Die Gemeinde St. Paulus gehört zur Seelsorgeeinheit Vaihingen-Eberdingen des Dekanats Ludwigsburg.

### Eingemeindung
Enzweihingen wurde am 1. Januar 1971 nach Vaihingen eingemeindet.

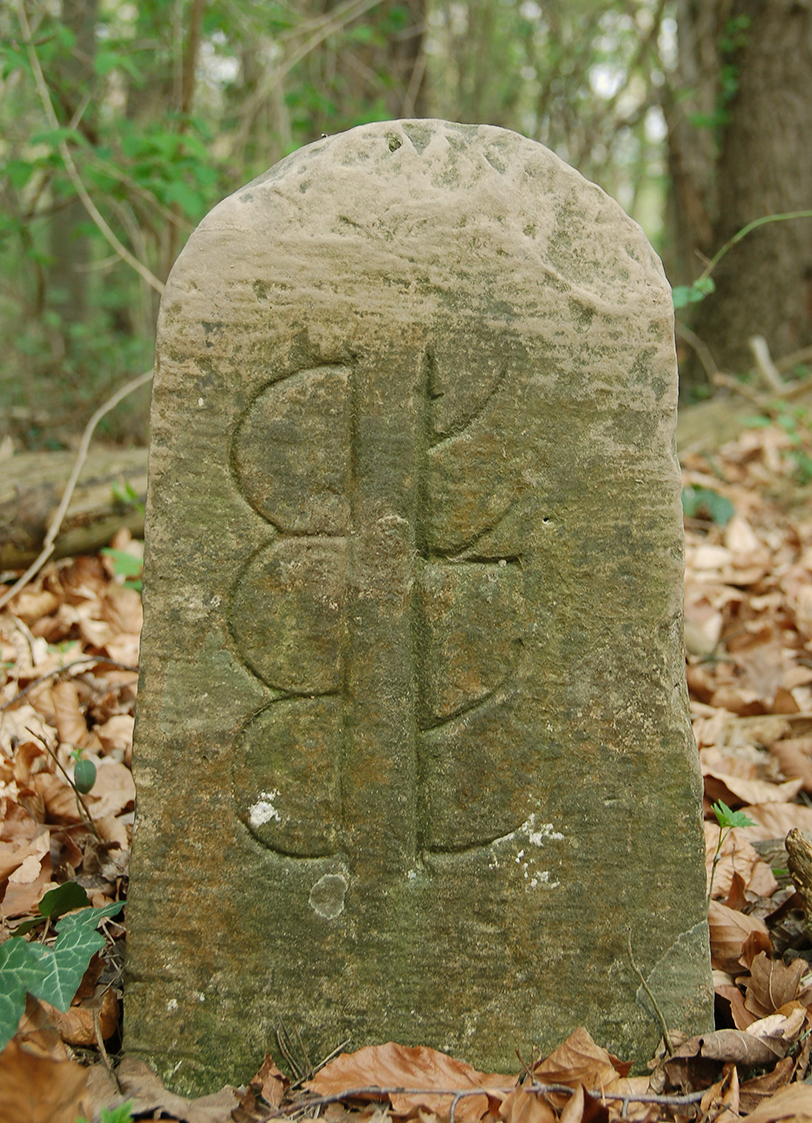
Enzweihinger Grenzstein beim Burgstall Dauseck

## Wappen
Das Wappen von Enzweihingen zeigt im gespaltenen Schild vorne in Rot ein aufrechtes goldenes Bockshorn, hinten in Gold eine aufrechte schwarze Hirschstange. Die Hirschstange zeigt die Zugehörigkeit von Enzweihingen zu Württemberg. Das älteste bekannte Wappen von Enzweihingen stammt aus dem frühen 15. Jahrhundert und ist dem heutigen Wappen weitgehend gleich. Das Wappen des Ortsadels zeigte zwei nach unten gerichtete gekreuzte Kurzschwerter (siehe Abb.).

## Persönlichkeiten
- Friedrich Wilhelm Etzel (* in Enzweihingen; † 10. April 1900 in Waiblingen), Dorfschultheiß und Stadtschultheiß
- Robert Franck (* 16. Juli 1857 in Enzweihingen; † 26. Januar 1939; Ludwigsburg), nach dem die Ludwigsburger Handels- und Gewerbeschule benannt wurde
- Konstantin Freiherr von Neurath (* 2. Februar 1873 in Kleinglattbach; † 14. August 1956 im Leinfelder Hof, Enzweihingen), Politiker, Reichsaußenminister 1932–1938
- Karl Blessing (* 5. Februar 1900 in Enzweihingen; † 25. April 1971 in Rasteau), Präsident der Deutschen Bundesbank von 1958 bis 1969.